# Cafè vietnamita
El cafè vietnamita, també conegut com cafè amb gel vietnamita, (en vietnamita: cà phê sữa đá, literalment cafè amb gel i llet o cà phê đá, literalment cafè amb gel) és una recepta tradicional de cafè amb gel pròpia de la gastronomia del Vietnam. Se sol preparar fent passar aigua calenta per un filtre amb el cafè molt i abocant-lo directament sobre un got amb llet condensada. Finalment, s'hi afegeix gel per tal que la beguda es consumeixi ben freda. És similar al cafè bombó, originari d'Alacant, tot i que ambdues begudes aparegueren de forma independent.

## Història
El cafè fou introduït al Vietnam pels colonitzadors francesos l'any 1857 de la mà d'un sacerdot catòlic que hi porta un arbre de Coffea arabica. El consum de cafè s'estengué pel domini francès, primer entre els colons i posteriorment entre la població local, amb variacions segons la zona. La preparació amb llet condensada es popularitzà per mor de l'escassetat de llet fresca, ja que el Vietnam, com la majoria de països de l'Extrem Orient, no tenia indústria làctia i les condicions climàtiques dificultaven la conservació de la llet. Posteriorment la recepta s'estengué fora del país per mor de la diàspora vietnamita.

## Variants

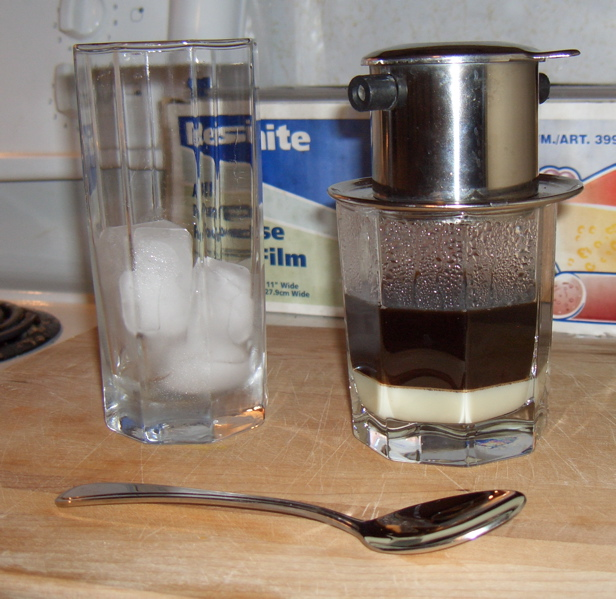
Preparació del cafè vietnamita. El cafè s'ha filtrat directament sobre un got amb llet condensada, i posteriorment s'abocarà sobre un altre got amb glaçons.

Algunes variants de la recepta hi afegeixen sucre o ou.
Al nord del Vietnam se sol anomenar també cà phê nâu đá (literalment cafè marró amb gel), si bé la recepta és igual o força similar. A tot el país també és típica una variant calenta de la recepta, anomenada cà phê sữa nóng (literalment cafè calent amb llet) o cafè filtre, que no fa servir gel en la preparació i que pot preparar-se filtrant el cafè sobre el got amb llet condensada o bé afegint-l'hi posteriorment.
Al sud dels Estats Units d'Amèrica, especialment a Louisiana, els vietnamites emigrats i els seus descendents solen preparar-lo amb el cafè torrat francès local (sovint fet a base de xicòria de cafè) o amb varietats de cafè vietnamita d'importació. La recepta típica als Estats Units fa servir el cafè molt en un gruix considerable i es prepara en dosis individuals i, com al Vietnam, en un filtre posat directament sobre el got amb llet condensada. A diferència però de com es fa al Vietnam, se sol remenar abans d'afegir-hi el gel i, en els darrers anys, hom hi afegeix també a vegades nata muntada per sobre.